# Банилов
Бани́лов (укр. Банилів) — село в Вижницком районе Черновицкой области Украины. Административный центр Баниловской сельской общины
Население по переписи 2012 года составляло 3748 человек. В 2025 году в селе зарегистрировано 3668 человек. Почтовый индекс — 59216. Телефонный код — 3730. Код КОАТУУ — 7320580501.

## История
В 1946 г. Указом ПВС УССР село Русский Банилов переименовано в Банилов.